# Jenő Szabó
Jenő Szabó (ur. 1894, zm. 1948) – węgierski piłkarz występujący na pozycji pomocnika lub napastnika, 1-krotny reprezentant Węgier.

## Kariera klubowa
Przez całą karierę zawodniczą był graczem III. Kerületi TUE (po zmianie nazwy w sezonie 1926/1927 – III. Kerületi TVAC). 19 października 1919 roku zadebiutował w Nemzeti Bajnokság I w wygranym 3:1 meczu przeciwko Terézvárosi TC. 30 listopada tego samego roku zdobył swoją pierwszą bramkę w wygranym 2:0 spotkaniu z Műegyetemi AFC. Ogółem w latach 1919–1926 rozegrał w węgierskiej ekstraklasie 142 spotkania i zdobył 10 bramek.

## Kariera reprezentacyjna
Rozegrał 1 spotkanie w reprezentacji Węgier. 18 grudnia 1921 roku wystąpił w wygranym 1:0 meczu przeciwko Polsce w Budapeszcie, w którym zdobył bramkę, pokonując w 18. minucie Jana Lotha. Był to pierwszy w historii oficjalny mecz rozegrany przez reprezentację Polski.